# Baia dell'Astrolabio

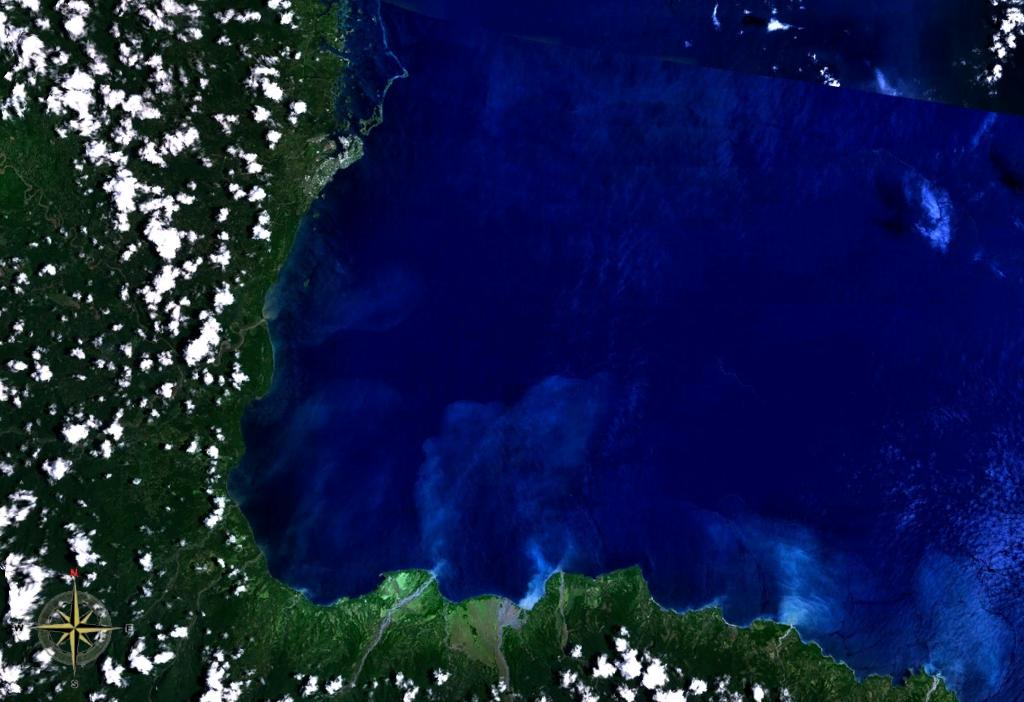
La Baia dell'Astrolabio vista dallo Spazio

La baia dell'Astrolabio è una grande baia nel mar di Bismarck, è situata sulla costa settentrionale dell'isola della Nuova Guinea ed il porto naturale della città di Madang, capoluogo della provincia di Madang, appartiene a Papua Nuova Guinea. Si estende dal capo Iris a sud al capo Croisilles a nord. Fu scoperta nel 1827 da Jules Dumont d'Urville e prese il nome dalla sua nave, l'Astrolabe.